# San José las Palmas, Chiapas
San José las Palmas är en ort i Mexiko.   Den ligger i kommunen Las Margaritas och delstaten Chiapas, i den sydöstra delen av landet, 800 km öster om huvudstaden Mexico City. San José las Palmas ligger 1 593 meter över havet och antalet invånare är 806.
Terrängen runt San José las Palmas är platt åt sydost, men åt nordväst är den kuperad. Runt San José las Palmas är det ganska tätbefolkat, med 54 invånare per kvadratkilometer. Närmaste större samhälle är Las Margaritas, 4,3 km sydost om San José las Palmas. I omgivningarna runt San José las Palmas växer huvudsakligen savannskog.